# 小行星5519
小行星5519（英語：5519 Lellouch）是一颗围绕太阳公转的小行星。1990年8月23日，亨利·E·霍爾特在帕洛马山发现了此天体。
这颗小行星的绝对星等为291.111942470346等。